# Scott Twine
Scott Edward Twine (Swindon, 14 juli 1999) is een Engels voetballer die sinds 2022 uitkomt voor Burnley FC. 

## Carrière

### Swindon Town
Twine ruilde in 2013 de jeugdopleiding van Southampton FC voor die van Swindon Town, de club van zijn geboortestad Swindon. Op 30 april 2017 maakte hij zijn officiële debuut in het eerste elftal van de club: op de slotspeeldag van de League One liet trainer Luke Williams hem in de 3-0-nederlaag tegen Charlton Athletic in de 69e minuut invallen. Twine speelde tussen 2017 en 2021 in alle competities 59 officiële wedstrijden voor Swindon Town. Tussendoor leende de club hem uit aan Chippenham Town FC, Waterford FC, Newport County AFC en Milton Keynes Dons FC.

### Milton Keynes Dons
In juni 2021 maakte Twine, die een aflopend contract had bij Swindon Town en dat contract niet wenste te verlengen, de overstap naar Milton Keynes Dons FC. Omdat Swindon op dat moment nog geen 24 jaar oud was, werd er later door een tribunaal een transfervergoeding van £300.000 vastgesteld, met daarbovenop ook nog een doorverkoopclausule van 20 procent op latere transfers.
Twine was in zijn debuutseizoen bij Milton Keynes Dons goed voor twintig doelpunten. Hij viel geregeld in de prijzen: in december 2021 werd hij verkozen tot EFL League One Player of the Month van de maand november, nadat hij in die maand goed was voor drie goals en vier assists. Op het einde van het seizoen werd hij verkozen tot EFL League One Player of the Season en werd hij ook opgenomen in het EFL League One Team of the Season. Bij Milton Keynes Dons kreeg hij na afloop van het seizoen de prijs van Young Player of the Year als die van Player of the Year.

### Burnley FC
In juni 2022 ondertekende hij een vierjarig contract bij Burnley FC, dat een maand eerder naar de Championship was gedegradeerd. Hij werd er de eerste aanwinst van nieuwbakken trainer Vincent Kompany.